# Sebastian Bea
Sebastian Bea (San Francisco, 10 de abril de 1977) es un deportista estadounidense que compitió en remo.
Participó en los Juegos Olímpicos de Sídney 2000, obteniendo una medalla de plata en la prueba de dos sin timonel. Ganó una medalla de oro en el Campeonato Mundial de Remo de 1997, en la prueba de ocho con timonel.

## Palmarés internacional
| Juegos Olímpicos   | Juegos Olímpicos       | Juegos Olímpicos | Juegos Olímpicos |
| Año                | Lugar                  | Medalla          | Prueba           |
| ------------------ | ---------------------- | ---------------- | ---------------- |
| 2000               | Sídney (Australia)     | Medalla de plata | Dos sin timonel  |
| Campeonato Mundial |                        |                  |                  |
| Año                | Lugar                  | Medalla          | Prueba           |
| 1997               | Aiguebelette (Francia) | Medalla de oro   | Ocho con timonel |